# Capelleta de la Mare de Déu del Remei
La Capelleta de la Mare de Déu del Remei és una obra de la Ràpita (Montsià) protegida com a Bé Cultural d'Interès Local.

## Descripció
Sobre un vell parament de maçoneria ordinària, revocat fins a mitja alçada, es troba la fornícula, amb arc de mig punt i emmarcada amb fusta. També està revocada al seu voltant, sobre el qual es pintà amb blau i ocre un arc apuntat. La imatge és de guix, policromada, i representa la verge sostenint el nen, amb robes d'estil barroc.

## Història
El mur forma part d'un vell edifici que se situa immediatament al darrere de la plaça de Carles III i segurament fou construït en un primer moment d'aquesta (segles XVIII-XIX).
La imatge fou restituïda després de la guerra civil (1936-39).